# Melodije morja in sonca 2022
41. Melodije morja in sonca so potekale 9. julija 2022 v Amfiteatru Avditorija Portorož. Vodili so jih Lorella Flego, Iztok Gustinčič in Tomaž Klepač.
Zmagali sta Anika Horvat in Tinkara Kovač z »Do roba in še čez«.

## Javni razpis in izbor skladb
Javni razpis za udeležbo na festivalu je bil objavljen 14. marca 2022, zbiranje prijav pa je trajalo do 20. aprila. Pravila razpisa so med drugim določala:
- da avtorji lahko prijavijo največ dve avtorski deli (skladba, besedilo),
- da je skladba lahko dolga največ tri minute in pol ter mora biti v slovenskem ali italijanskem jeziku,
- da na odru lahko nastopi največ 5 izvajalcev in
- da morajo vsi izvajalci do 8. julija 2022 dopolniti najmanj 17 let.

Strokovna komisija za izbor, ki so jo sestavljali Eva Cimbola, David Morgan, Andrea F (predsednik), Alesh Maatko, Emanuela Montanič Sekulović, Rebeka Dremelj in Rok Smolej, je izmed 74 prijav za festival izbrala oziroma potrdila 12 tekmovalnih − najmanj 8 z razpisa, največ 4 od povabljenih avtorjev oziroma izvajalcev, ki jih je k sodelovanju povabil Organizacijski odbor festivala − ter 2 rezervni skladbi (»V laseh polno imaš soli« in »Majhne stvari«). Za festival je bila prvotno izbrana pesem »Čas je zdaj« v izvedbi Hvala Brothers & Manu, za katero je bilo naknadno ugotovljeno, da je bila delno že javno predvajana, zato je bila diskvalificirana. Nadomestila jo je prva rezerva, »V laseh polno imaš soli« v izvedbi Žige Jana. Na festivalu je vsebinsko aktivno sodeloval Organizacijski odbor, nosilka projekta Festival MMS je bila Klavdija Žnidarič.
Tekmovalne skladbe
| #   | Izvajalec                    | Naslov                    | Avtorji glasbe, besedila in aranžmaja                                           |
| --- | ---------------------------- | ------------------------- | ------------------------------------------------------------------------------- |
| 1.  | Anika Horvat & Tinkara Kovač | »Do roba in še čez«       | Aleš Klinar (ga), Leon Oblak (b)                                                |
| 2.  | San Di Ego                   | »Človek mora imeti sanje« | Mitja Kobal (gb), San Di Ego (a)                                                |
| 3.  | Tosca Beat                   | »Colori della natura«     | Zala Hodnik (gb), Urška Kastelic (gb), Eva Pavli (gb), Peter Penko (a)          |
| 4.  | Isaac Palma                  | »Zdaj je čas«             | Rok Lunaček (g), Anja Rupel (b), Miha Gorše (a)                                 |
| 5.  | Nina Lampret                 | »Modrina«                 | Nina Lampret (gb), Borut Zadravec (ga), Andraž Klepačar (b)                     |
| 6.  | Moya                         | »Luna«                    | Mojca Štoka (gb), Jan Baruca (ga)                                               |
| 7.  | Nuša Derenda                 | »Valček«                  | Raay (g), Marjetka Vovk (b), Raay Music (a)                                     |
| 8.  | Radar                        | »Moje meje«               | Franko Reja (gba), Alex Komic (ga), Andrea Butkovič (b)                         |
| 9.  | Ninnay                       | »Nočem tja«               | Borut Zadravec (ga), Ninnay (b), Andraž Klepačar (b), Roman Sarjaš (a)          |
| 10. | BosaZnova                    | »Želje«                   | Matjaž Romih (gba), Žare Pak (a)                                                |
| 11. | Žiga Jan                     | »V laseh polno imaš soli« | Žiga Jan Krese (gba)                                                            |
| 12. | Mia Guček                    | »Adrenalin«               | Mia Guček (gb), Patrick Jamnik (ga), Octavian Rasinariu (g), Patrick Liegl (ga) |

1. ↑  Isaaca Palmo so na odru spremljali Il Divji. Čeprav je v resnici šlo za duet, je bil na samem festivalu kot izvajalec naveden samo Palma.

Nastopajoči so skladbe izvedli v živo ob spremljavi MMS benda, ki ga je vodil Tomi Purič. Spremljevalni pevci so bili Sara Lamprečnik, Lucija Marčič in Žiga Rustja.

## Nagrade

### Velika nagrada MMS 2022
O prejemniku velike nagrade MMS 2022 so odločali glasovi:
- občinstva v Avditoriju (individualne QR-kode),
- strokovne žirije,
- izbranih radijskih postaj in
- javnosti (telefonsko glasovanje prek stacionarnih in mobilnih telefonov).

V primeru izenačenja v skupnem seštevku se višje uvrsti tista skladba, ki je prejela več točk od občinstva v Avditoriju.
| Skladba (izvajalec)                              | Av | Ži | Ra | Te | Σ  | Mesto |
| ------------------------------------------------ | -- | -- | -- | -- | -- | ----- |
| Do roba in še čez (Anika Horvat & Tinkara Kovač) | 12 | 12 | 12 | 6  | 42 | 1.    |
| Človek mora imeti sanje (San Di Ego)             | 2  | 4  | 4  |    | 10 | 9.    |
| Colori della natura (Tosca Beat)                 |    | 3  | 1  | 3  | 7  | 10.   |
| Zdaj je čas (Isaac Palma)                        | 10 | 8  | 3  | 12 | 33 | 3.    |
| Modrina (Nina Lampret)                           |    | 2  | 7  | 4  | 13 | 7.    |
| Luna (Moya)                                      | 1  | 1  | 5  | 5  | 12 | 8.    |
| Valček (Nuša Derenda)                            | 8  | 10 | 6  | 10 | 34 | 2.    |
| Moje meje (Radar)                                | 4  |    |    |    | 4  | 11.   |
| Nočem tja (Ninnay)                               | 5  | 6  | 8  | 2  | 21 | 6.    |
| Želje (BosaZnova)                                | 6  | 5  | 10 | 7  | 28 | 4.    |
| V laseh polno imaš soli (Žiga Jan)               | 7  | 7  | 2  | 8  | 24 | 5.    |
| Adrenalin (Mia Guček)                            | 3  |    |    | 1  | 4  | 12.   |

Veliko nagrado MMS 2022 sta prejeli Anika Horvat in Tinkara Kovač kot izvajalki skladbe »Do roba in še čez«. 

### Nagrade strokovne žirije
Strokovna žirija, ki so jo sestavljali Štefica Grasselli − Steffy (predsednica), Zdenko Cotič – Coto in Patrik Greblo, je podelila dve nagradi:
- nagrado Danila Kocjančiča za obetavnega izvajalca oziroma avtorja: Ninnay
- nagrado za najboljšo skladbo v celoti: »Do roba in še čez« v izvedbi Anike Horvat in Tinkare Kovač

Nagrad za najboljše besedilo in najboljšo glasbo žirija ni podelila, saj je presodila, da nobeno besedilo ali glasba nista posebej izstopala.